# CoRep
CoRep ist die Abkürzung von Common Reporting Framework (deutsch „Gemeinsames Rahmenwerk für die Berichterstattung“) und im Bankwesen der Anglizismus für einen Teil des Meldewesens.

## Allgemeines
Kreditinstitute müssen aufgrund von in allen EU-Mitgliedstaaten geltenden Rechtsnormen bestimmte Unternehmensdaten mit einer vorgegebenen Meldefrequenz an die nationalen Aufsichtsbehörden (in Deutschland: BaFin und Deutsche Bundesbank) oder die europäische Bankenaufsichtsbehörden (EBA oder EZB) melden. Dazu gehört auch das CoRep. Rechtsnormen mit Meldepflichten sind insbesondere die Kapitaladäquanzverordnung (CRR) und das Kreditwesengesetz (KWG).

## Inhalt
Die Verordnung (EU) Nr. 680/2014 der Kommission vom 16. April 2014 zur Festlegung technischer Durchführungsstandards für die aufsichtlichen Meldungen der Institute und die nachfolgenden Änderungen konkretisieren die Meldepflichten für die Eigenmittel und die Eigenkapitalanforderungen für alle europäischen Institute (Art. 99 CRR). Einbezogen sind auch Anforderungen an Großkredite (Art. 394 CRR), Totalverluste und durch Immobilien besicherte Risikopositionen (Art. 101 CRR). Zudem konkretisiert die Verordnung die Basel-III-Anforderungen in Bezug auf die kurzfristige Liquidität, stabile Refinanzierung mit der Liquiditätsdeckungsquote (englisch liquidity coverage ratio, LCR), zusätzlichen Überwachungskennzahlen für die Liquidität (AMM), der strukturellen Liquiditätsquote (englisch net stable funding ratio, NSFR; Art. 415 CRR) und dem Leverage Ratio (Art. 430 CRR).
Es handelt sich um eine Risikobeurteilung basierend auf Säule I von Basel II mit dem Schwerpunkt auf der Meldung von Solvenz-Daten.

## Meldewesen EBA
Zu berücksichtigen ist dabei, dass die European Banking Authority (EBA) auf der Grundlage von FinRep- und CoRep-Daten ein eigenständiges Meldewesen aufbaut, das im Juni 2019 mit der Veröffentlichung der technischen Durchführungsstandards begann.